# 淡江大橋
淡江大橋是跨越臺灣第三大河川淡水河河口正在興建的斜張橋，位於新北市淡水區與八里區交界，為西部濱海快速公路最北段，並同時承載公車、機車、自行車、人行等專用道。八里輕軌規畫行經淡江大橋，有望成為中華民國（臺灣）戰後第九座鐵公路共用橋。
1980年代末提出興建計畫，2010年4月2日核定淡江大橋可行性規畫報告，計畫總長約12.08公里，包含主橋920公尺及兩端聯絡道，橋面寬44到71公尺，橋塔高200公尺，設計車輛行駛時速80公里，中央預留八里輕軌路廊，耗資新臺幣221億元，平均每公里造價約17.46億元。主橋段的國際競圖於2015年8月12日發表結果，由伊拉克裔建築師札哈·哈蒂（Zaha Mohammad Hadid）團隊操刀之設計案勝出，完工後將成為全球最長單塔斜張橋，可舒緩關渡大橋的交通流量，並帶動淡海新市鎮的開發。
在新北市八里區文昌一街9之2號設有淡江大橋願景館。

## 規劃內容
整體工程分三標：
- 第一標：台北港港區臨港大道段，長約460公尺，於2014年10月17日動工、2016年11月2日完工，並於2021年10月25日通車。
- 第二標：長度約2,590公尺，於2016年9月22動工；淡水端車行箱涵（新民隧道）於2021年7月2日通車，八里端引橋於同年10月25日通車。
- 第三標：主橋段及連絡道，長度共約1,900公尺，主橋採用札哈·哈蒂的國際競圖。工程由「工信工程股份有限公司」得標，於2019年2月23日動工；預計2025年底完工。

原先考慮以下設計方案：
- 方案1：鑽石型斜張橋
- 方案2：鶴型斜張橋
- 方案3：斜索型土橋
- 方案4：拱橋
- 方案5：吊橋（懸索橋）

然而交通部公路總局於2015年辦理主橋國際競圖作業，主橋設計方案採用第一名札哈·哈蒂團隊的單塔不對稱斜張橋。

## 規劃簡史
- 1980年提出興建計畫。
- 1992年，為紓解中山高速公路的交通壅塞，因西部濱海快速公路計畫，再度提出興建，郝柏村內閣納入「六年國建」計畫之一[12]。
- 2010年4月9日，行政院於4月2日核定可行性規畫報告，預計全長約8.5公里，耗資新臺幣141億元。
- 2013年4月25日，環保署環境差異分析審查有條件通過[13]。
- 2014年10月17日，淡江大橋第一標開工典禮。
- 2015年9月，主橋國際競圖結果出爐。
- 2016年1月9日，淡江大橋第二標開工典禮。
- 2019年3月13日，淡江大橋第三標開工典禮。
- 2020年6月29日，淡江大橋正式納入台61線，自此淡水端同時是台61線起點。

## 工程現況
- 更新至2025年7月底。

| 預定完工時間 | 工程名稱                                  | 最新進度 |
| ------------ | ----------------------------------------- | -------- |
| 2026年1月3日 | 淡江大橋及其連絡道路5K+000~7K+035新建工程 | 85.46%   |
| 2026年3月8日 | 淡江大橋橋梁管理中心新建工程              | 15.70%   |

## 相關新聞事件

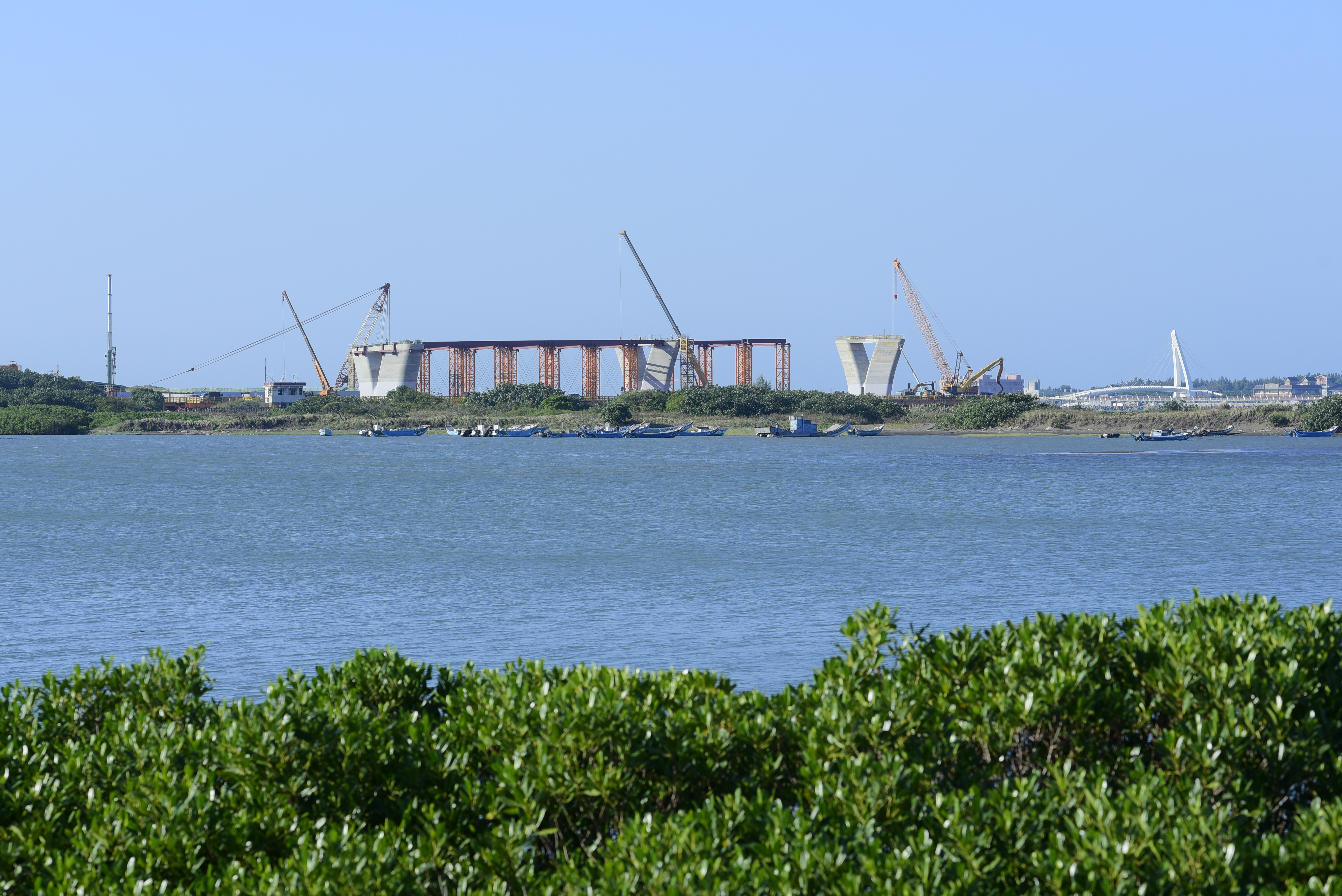
2022年11月淡江大橋八里端工程

- 2015年8月13日，浮沉廿年的淡江大橋因遮擋淡水夕照爭議而延宕。公路總局揭曉國際競圖評選結果，中興工程顧問公司與德國廠商合組團隊以「寧靜的舞者」出線，流線橋型靈感則來源于一位舞者正準備起跳時的定格畫面，完工後創下全球最長的單塔不規則斜張橋紀錄[14]。
- 2015年10月24日，公路總局舉辦淡江大橋新建公聽會，反駁外界「零進度」之質疑，強調第一標工程已經完成460公尺，第二標也將接著開工，預計2020年底可全部完工[15]。
- 2016年1月9日，淡江大橋正式開工，預計於2020年完工，屆時淡水到八里約可節省15公里之路程、省下25分鐘車程。爲避免破壞名列「台灣八景」之一的「淡水夕照」，特別採用不對稱斜張主橋設計。時任總統馬英九主持開工典禮時表示，動工象徵破除「選舉浮橋」謠言[16]。
- 2016年1月10日，淡江大橋舉行第二標動工典禮，總統馬英九到場主持。
- 2019年1月23日，淡江大橋第三標預計2月23日動工，2024年9月23日完工[17]。
- 2021年12月31日，新北市政府於淡江大橋施放全台第一場跨河煙火。[18]
- 2022年3月30日，受地震、大潮及強降雨影響，主橋塔P130圍堰遭震裂漏水。[19]

## 外部連結
- 淡江大橋 （页面存档备份，存于）
- 淡江大橋第三標 （页面存档备份，存于）